# Михай Мункачи
Ми́хай Му́нкачи (на унгарски: Munkácsy Mihály; 1844 – 1900), роден с фамилия Либ (Lieb), е унгарски художник от баварски произход, майстор на портретната живопис и най-вече на жанровата историческа живопис.
За псевдоним известният майстор използва родното си място – град Мункач, днес Мукачево в Закарпатска област в Украйна.

## Биография
Михай Либ произхожда от семейство на провинциален чиновник. Първите си уроци по изобразително изкуство получава от пътуващия художник Елек Самоши.
Михай се заселва в Будапеща, където намира покровител в лицето на известния за времето си художник Антала Лигети. Печели стипендия и заминава да учи зад граница, започвайки от 1865 г. във Виена, където в продължение на година учи в Академията за изобразително изкуство при Карл Рал. По година прекарва в Мюнхен и в Дюселдорф. През този период отскача до Париж, където се запознава с най-новите тенденции и постижения на френската живопис.
През 1869 – 1870 г. дебютира на Парижкия салон, където печели златен медал и изключителна популярност. Вероятно още в края на 1871 г. или най-късно в началото на 1872 г. той вече живее в Париж, насърчаван от Михай Зичи. В края на 1873 г. той се мести в елегантно ателие, след като се издига до търсен художник от висшето общество. Неговият успех му печели признание в цяла Европа. През 1877 г. получава Рицарски кръст, а през 1878 г. Офицерски кръст на Почетния легион. През 1880 г.получава благороднически сан от Франц Йозеф I.
Мункачи е известен най-вече със своята евангелска трилогия, която му носи световната слава сред най-известните майстори на четката на XIX век.
През 1890-те години здравето на художника се влошава – той страда от психично разстройство, резултат от сифилис. Мункачи умира на 1 май 1900 г. в психиатрична болница в Ендених близо до Бон. Погребан е в гробището Керепеши в Будапеща. Паметникът на гроба на Мункачи е създаден от унгарския скулптор Еде Телч.
Мащабна колекция от произведения на Мункачи днес се намира в Унгарската национална галерия в Будапеща.

## Галерия
- „Килията на осъдените“, детайл, 1869 – 1872 г.
- „Исус пред Пилат“, 1881 г.
- „Автопортрет“, 1881 г.
- „Парк в Колпах, Люксембург“

## Посмъртно признание
През 1950 г. унгарската държава учредява наградата „Михай Мункачи“ (Munkácsy Mihály-díj), за да отличава ежегодно съвременни унгарски художници, по това време предимно авнори на произведения на социалистическия реализъм. Журито се състои от експерти, чиито членове се назначават за четири години, които представят общ списък с предложения на министъра на културата, който взема решение за присъждането на наградата (удостоверение, медал и парична награда).